# П'єр Каюзак
П'єр Каюзак (фр. Pierre Cahuzac, 3 липня 1927, Сен-Пон-де-Том'єр — 31 серпня 2003, Лавор) — французький футболіст, що грав на позиції півзахисника, зокрема за «Тулузу» та національну збірну Франції.
По завершенні ігрової кар'єри — тренер.

## Клубна кар'єра
У дорослому футболі дебютував 1951 року виступами за команду «Безьє», в якій провів один сезон. 
Своєю грою за цю команду привернув увагу представників тренерського штабу клубу «Тулуза», до складу якого приєднався 1952 року. Відіграв за команду з Тулузи наступні вісім сезонів своєї ігрової кар'єри. 1957 року допомагав команді здобути Кубок Франції. 
Завершив ігрову кар'єру у команді «Газелек», за яку виступав протягом 1960—1961 років як граючий тренер.

## Виступи за збірну
1957 року провів два офіційні матчі у складі національної збірної Франції.

## Кар'єра тренера
Отримавши перший досвід тренерської роботи як граючий тренер «Газелека», завершивши виступи на полі у 1961, залишився у структурі клубу, зосередившись на тренерській роботі. Тренував «Газелека» протягом наступного десятиріччя.
1971 року став головним тренером команди «Бастія», тренував команду з Бастії вісім років, зокрема вигравши на її чолі  Суперкубок Франції у 1972. 
Згодом протягом 1979–1983 років очолював тренерський штаб клубу «Тулуза», а останнім місцем тренерської роботи П'єра Каюзака був «Марсель», де він працював з 1983 по 1985 рік.
Помер 31 серпня 2003 року на 77-му році життя в Лаворі.
| Дата       | Місто    | Господарі | Результат | Гості    | Турнір           | Голи | Примітки |
| ---------- | -------- | --------- | --------- | -------- | ---------------- | ---- | -------- |
| 06/10/1957 | Будапешт | Угорщина  | 2 – 0     | Франція  | товариський матч | -    |          |
| 25/12/1957 | Париж    | Франція   | 2 – 2     | Болгарія | товариський матч | -    |          |
| Усього     |          | Матчів    | 2         |          | Голів            | -    |          |

## Титули і досягнення

### Як гравця
- Володар Кубка Франції (1):

«Тулуза»: 1956-1957

### Як тренера
- Володар Суперкубка Франції (1):

«Бастія»: 1972

### Особисті
- Тренер року у Франції (2):

1974, 1977